# آرخه
آرخه (به یونانی: ἀρχή) واژه‌ای یونانی با مفاهیم اولیه «آغاز»، «سرمنشا» یا «علت نخستین» است که بعدها «قدرت»، «فرمانروایی» و «نفوذ» به عنوان معانی گسترش‌یافته آن پذیرفته شدند.
«ماده زیرین نهایی» و «اصل غیرقابل‌بیان نهایی» نیز به این لیست معانی افزوده شده‌اند.
در زبان عهد باستان ( سده های ٨ام تا ۶ام پیش از میلاد )، آرخه (یا آرخای) به معنی منبع، سرمنشا یا ریشه هرچیزی که وجود دارد، می‌باشد. در فلسفه یونان باستان، ارسطو آرخه را به معنی عنصر یا اصل یک چیز می‌داند، که اگرچه، غیرقابل‌بیان و حس‌ناشدنی است، شرایط ممکن بودن آن چیز را فراهم می‌کند.